# Poopó (municipio)
Poopó es una localidad y municipio, capital de la provincia de Poopó en el departamento de Oruro en Bolivia. La localidad está ubicada a 60 km al sur de la ciudad de Oruro, la capital departamental.
Poopó fue designada capital de la antigua provincia de Paria, por Ley de 30 de septiembre de 1872. Al dividirse dicha provincia por Ley de 16 de octubre de 1903, en las provincias de Poopó y Abaroa, Poopó fue designada como capital de la primera.

## Demografía
De acuerdo con el censo boliviano de 2024, la población del municipio de Poopó es de 9 220 habitantes.
La población del municipio de Poopó creció en dos tercios entre 1992 y 2024:
| Año  | Habitantes (municipio) | Fuente |
| ---- | ---------------------- | ------ |
| 1992 | 5 886                  | Censo  |
| 2001 | 6 163                  | Censo  |
| 2012 | 7 587                  | Censo  |
| 2024 | 9 220                  | Censo  |

## Transporte
Poopó se ubica a 60 kilómetros por carretera al sur de la capital departamental, Oruro. Por Poopó pasa la carretera nacional Ruta 1, de 1.215 km de longitud, que comienza en el norte en Desaguadero, en la frontera con Perú, y pasa por las ciudades de El Alto, Oruro, Potosí y Tarija hasta Bermejo, en la frontera con Argentina. La carretera nacional está completamente asfaltada y tiene cuatro carriles desde La Paz hasta Oruro.
La estación Poopó está en la Línea Ferroviaria Antofagasta – La Paz.

## Atractivos turísticos
Al ingreso de ese pueblo se encuentran dos viejas torres de fundición que se pueden ver desde lejos. Estas torres fueron construidas en 1920 por la famosa compañía minera Aramayo, otrora, uno de los barones del estaño. Otro lugar histórico es la casa del expresidente de Bolivia, Manuel Isidoro Belzú, que se encuentra abandonada.
La Casa de la Familia Ovando fue una comercializadora de minerales, pero es atractiva por su arquitectura. En la localidad aún se conserva la iglesia de San José de Chimpa Bamba y la Casa de Justicia, lugares donde se han conservado documentos de hace más de 500 años y que en algunos momentos, los investigadores encontraron joyas históricas que sirvieron de mucho para esclarecer los acontecimientos más importantes del país.